# Catfish
Catfish es un documental estadounidense de 2010 dirigido por Henry Joost y Ariel Schulman. La cinta muestra la historia de un joven que entabla una relación sentimental a través de la red social Facebook. Dos años después se estrenó un programa de televisión llamado Catfish: The TV Show en MTV.

## Trama
El documental muestra la historia de Yaniv "Nev" Schulman, un fotógrafo que vive junto a su hermano Ariel y su amigo Henry Joost en Nueva York. Un día, Nev recibe un cuadro que reproducía una de sus fotografías, el cual fue hecho por Abby Pierce, una niña de ocho años de Ishpeming (Míchigan). Ambos entablan una amistad a la distancia, a través de cartas y llamadas telefónicas. Con el pasar del tiempo, Nev va conociendo al resto de los miembros de su familia, con quienes se comunica por internet: la madre de Abby, Angela Wesselman; el esposo de Angela, Vince; y la hermana mayor de Abby, Megan, quien vive en Gladstone (Míchigan). 
A través de la red social Facebook y llamadas telefónicas, Nev inicia una relación sentimental a la distancia con Megan. La joven es una técnica veterinaria que se dedica a la danza y a componer canciones. Megan le envía algunas de sus canciones en formato MP3 a Nev para que las escuche, pero el protagonista descubre que no fueron interpretadas por ella, sino que las sustrajo de unos vídeos del sitio web Youtube. Nev comienza entonces a investigar y se da cuenta de que tanto Megan como su madre Angela le han mentido en algunos aspectos.
Ariel convence a su hermano para que continúe con la relación a distancia, con el fin de registrar la situación en un documental. Posteriormente, Nev, Ariel y Henry viajan a Míchigan en una visita sorpresa a la familia de Megan, para obtener algunas respuestas. Los jóvenes llegan a la supuesta casa de Megan, que se encuentra en un sector rural, pero al encontrarla desierta deciden ir donde su madre. Al llegar a la casa de Angela, descubren que su apariencia no coincide con las fotografías que ella había publicado en Internet, y ella les informa que dentro de poco se someterá a quimioterapia debido a un cáncer uterino. Luego conversan con su hija Abby, pero al tratar de hablar sobre sus pinturas la niña no sabe qué decir. Nev además descubre que Vince y Angela tiene otros dos hijos, que sufren discapacidades físicas y mentales.
A la mañana siguiente, Nev recibe un mensaje de texto de Megan, quien se excusa de no haber ido el día anterior a la casa de su madre, explicando que se internará a una clínica de rehabilitación. Posteriormente, Nev le dice a Angela que deben tener una conversación seria sobre lo que está ocurriendo. En aquel momento, Angela rompe en llanto y admite que inventó todo. La mujer le explica que creó perfiles falsos en Facebook, utilizó fotografías de otras personas para ella y su familia, y que si bien tiene una hija llamada Megan, hace tiempo que la familia no tiene contacto con ella. Le dice además que las pinturas que envió no eran de Abby, sino que las hizo ella misma, y que se hizo pasar por Megan en las conversaciones telefónicas que tuvo con él. 
Angela le confiesa que los personajes que creó representaban fragmentos de su personalidad, y en algunos casos reflejaban lo que ella creía que habría sido su vida en el caso de haber tomado otras decisiones. También le dice que su marido Vince tampoco sabe de todo esto, quien cree que Nev es un cliente que compraba las pinturas de Angela por correspondencia. En una de las últimas escenas del filme, Vince cuenta una historia que hace referencia al título del documental, "catfish" ("bagre", en inglés): Cuando trasladaban bacalao vivo desde Alaska a China, los mantenían en unos estanques dentro de los barcos, pero al llegar a su destino la carne de los peces estaba blanda e insípida. Para solucionar esto, alguien pensó en poner a los bacalaos dentro de estanques grandes junto con bagres, para que los bacalaos se mantuvieran ágiles durante el viaje. Vince concluye que hay personas que actúan como bagres en la vida, manteniendo alerta a quienes las rodean, obligándolas a pensar y a estar "frescas".

## Recepción
Catfish obtuvo una respuesta positiva por parte de la crítica cinematográfica. La película posee un 81% de comentarios "frescos" en el sitio web Rotten Tomatoes, basado en un total de 138 críticas, y una puntuación de 65/100 en Metacritic. Peter Bradshaw del periódico británico The Guardian sostuvo que el documental "es una intrigante historia moderna acerca de la comunicación, la intimidad, el autoconocimiento y la web".
Tras el estreno de la cinta, el protagonista Nev Schulman colaboró con MTV para hacer un docudrama de televisión titulado Catfish: The TV Show, en el cual se muestran otros casos de relaciones sentimentales a través de Internet. La serie fue estrenada el 19 de noviembre de 2012 en Estados Unidos. El éxito del documental y la serie de televisión permitió que en 2014 la editorial Merriam-Webster introdujera a su diccionario una definición de "catfish" basada en perfiles de Internet falsos.

## Autenticidad
Si bien los creadores del documental aseguran que los hechos que aparecen en él son reales, tras su estreno surgieron algunas dudas sobre su autenticidad. En una entrevista, el director de Catfish Ariel Schulman reveló que el documentalista Morgan Spurlock vio la película y le dijo a los productores que "era el mejor documental falso que había visto". El comediante Zach Galifianakis tampoco creyó que los eventos mostrados en el filme fueran reales.
Kyle Buchanan del sitio web Movieline argumentó que era sospechoso que los documentalistas comenzaran a filmar la historia de Nev tan pronto comenzó a entablar la amistad con Abby, y cuestionó que los realizadores no hubiesen descubierto antes el engaño a través de una búsqueda en Internet. Peter Bradshaw del periódico The Guardian, por su parte, escribió que no creía que el documental fuera falso, pero aclaró: "Tengo la sensación que Nev y los directores sospecharon o incluso descubrieron la verdad exacta mucho antes de lo que muestran [en el filme]".